# Cantone di Semur-en-Auxois
Il Cantone di Semur-en-Auxois è una divisione amministrativa dell'arrondissement di Montbard.
A seguito della riforma approvata con decreto del 18 febbraio 2014, che ha avuto attuazione dopo le elezioni dipartimentali del 2015, è passato da 29 a 89 comuni.

## Composizione
I 29 comuni facenti parte prima della riforma del 2014 erano:
- Bard-lès-Époisses
- Charigny
- Chassey
- Corrombles
- Corsaint
- Courcelles-Frémoy
- Courcelles-lès-Semur
- Époisses
- Flée
- Forléans
- Genay
- Jeux-lès-Bard
- Juilly
- Lantilly
- Magny-la-Ville
- Massingy-lès-Semur
- Millery
- Montberthault
- Montigny-sur-Armançon
- Pont-et-Massène
- Saint-Euphrône
- Semur-en-Auxois
- Souhey
- Torcy-et-Pouligny
- Toutry
- Vic-de-Chassenay
- Vieux-Château
- Villars-et-Villenotte
- Villeneuve-sous-Charigny

Dal 2015 i comuni appartenenti al cantone sono i seguenti 89:
- Aisy-sous-Thil
- Arnay-sous-Vitteaux
- Avosnes
- Bard-lès-Époisses
- Beurizot
- Bierre-lès-Semur
- Boussey
- Brain
- Braux
- Brianny
- Champeau-en-Morvan
- Champrenault
- Charigny
- Charny
- Chassey
- Chevannay
- Clamerey
- Corrombles
- Corsaint
- Courcelles-Frémoy
- Courcelles-lès-Semur
- Dampierre-en-Montagne
- Dompierre-en-Morvan
- Époisses
- Flée
- Fontangy
- Forléans
- Genay
- Gissey-le-Vieil
- Jeux-lès-Bard
- Juillenay
- Juilly
- Lacour-d'Arcenay
- Lantilly
- Magny-la-Ville
- Marcellois
- Marcigny-sous-Thil
- Marcilly-et-Dracy
- Massingy-lès-Semur
- Massingy-lès-Vitteaux
- Millery
- Missery
- Molphey
- Montberthault
- Montigny-Saint-Barthélemy
- Montigny-sur-Armançon
- Montlay-en-Auxois
- La Motte-Ternant
- Nan-sous-Thil
- Noidan
- Normier
- Pont-et-Massène
- Posanges
- Précy-sous-Thil
- La Roche-en-Brenil
- Roilly
- Rouvray
- Saffres
- Saint-Andeux
- Saint-Didier
- Saint-Euphrône
- Saint-Germain-de-Modéon
- Saint-Hélier
- Saint-Mesmin
- Saint-Thibault
- Sainte-Colombe
- Saulieu
- Semur-en-Auxois
- Sincey-lès-Rouvray
- Souhey
- Soussey-sur-Brionne
- Thoisy-la-Berchère
- Thorey-sous-Charny
- Thoste
- Torcy-et-Pouligny
- Toutry
- Uncey-le-Franc
- Velogny
- Vesvres
- Vic-de-Chassenay
- Vic-sous-Thil
- Vieux-Château
- Villargoix
- Villars-et-Villenotte
- Villeberny
- Villeferry
- Villeneuve-sous-Charigny
- Villy-en-Auxois
- Vitteaux